# Armin Hodžić (futbolista nacido en 1994)
Armin Hodžić (Sarajevo, 17 de noviembre de 1994) es un futbolista bosnio. Juega de delantero y su equipo es el S. K. Líšeň de la Liga Nacional de Fútbol de la República Checa.

## Selección
| Selección           | Año           | Partidos | Goles |
| ------------------- | ------------- | -------- | ----- |
| Selección sub-17    | 2011          | 3        | 4     |
| Selección sub-19    | 2012-2013     | 9        | 5     |
| Selección de Bosnia | 2016-presente | 14       | 3     |
| Selección sub-21    | 2017          | 3        | 0     |

## Clubes
| Club                     | País                 | Año       | Partidos | Goles |
| ------------------------ | -------------------- | --------- | -------- | ----- |
| Željezničar Sarajevo     | Bosnia y Herzegovina | 2012-2014 | 45       | 18    |
| G. N. K. Dinamo Zagreb   | Croacia              | 2014-2018 | 59       | 32    |
| MOL Fehérvár F. C.       | Hungría              | 2018-2022 | 83       | 22    |
| Kasımpaşa S. K. (cedido) | Turquía              | 2020-2021 | 23       | 7     |
| Željezničar Sarajevo     | Bosnia y Herzegovina | 2023      | 16       | 1     |
| F. C. Shkupi             | Macedonia del Norte  | 2023      | 10       | 1     |
| F. K. Žalgiris           | Lituania             | 2024-2025 | 29       | 5     |
| S. K. Líšeň              | República Checa      | 2025-     |          |       |

## Palmarés

### Títulos nacionales
| Título                               | Club                   | País                 | Año  |
| ------------------------------------ | ---------------------- | -------------------- | ---- |
| Liga Premier de Bosnia y Herzegovina | Željezničar Sarajevo   | Bosnia y Herzegovina | 2013 |
| Prva HNL                             | G. N. K. Dinamo Zagreb | Croacia              | 2015 |
| Copa de Croacia                      | G. N. K. Dinamo Zagreb | Croacia              | 2015 |
| Prva HNL                             | G. N. K. Dinamo Zagreb | Croacia              | 2016 |
| Copa de Croacia                      | G. N. K. Dinamo Zagreb | Croacia              | 2016 |
| Prva HNL                             | G. N. K. Dinamo Zagreb | Croacia              | 2018 |
| Copa de Croacia                      | G. N. K. Dinamo Zagreb | Croacia              | 2018 |
| Copa de Hungría                      | MOL Vidi F. C.         | Hungría              | 2019 |
| A Lyga                               | F. K. Žalgiris         | Lituania             | 2024 |